# Cardiocondyla elegans
Espèce
Taxons de rang inférieur
- Cardiocondyla elegans dalmatica Soudek, 1926
- Cardiocondyla elegans elegans Emery, 1870
- Cardiocondyla elegans eleonorae Forel, 1912
- Cardiocondyla elegans gibbosa Kuznetzov Ugamsky, 1928
- Cardiocondyla elegans sahlbergi
- Cardiocondyla elegans santschii
- Cardiocondyla elegans schkaffi Arnoldi, 1929
- Cardiocondyla elegans torretassoi Finzi, 1937
- Cardiocondyla elegans uljanini Emery, 1890

Synonymes
- Cardiocondyla provincialis Bernard
- Cardiocondyla semenowi Forel
- Cardiocondyla schkaffi Arnoldi
- Cardiocondyla santschii Forel
- Xenometra gallica Bernard

Cardiocondyla elegans est une espèce de fourmis de la sous-famille des Myrmicinae. Elle est trouvée en région méditerranéenne.
Il s'agit de l'espèce type de son genre.